# Innere Westvorstadt

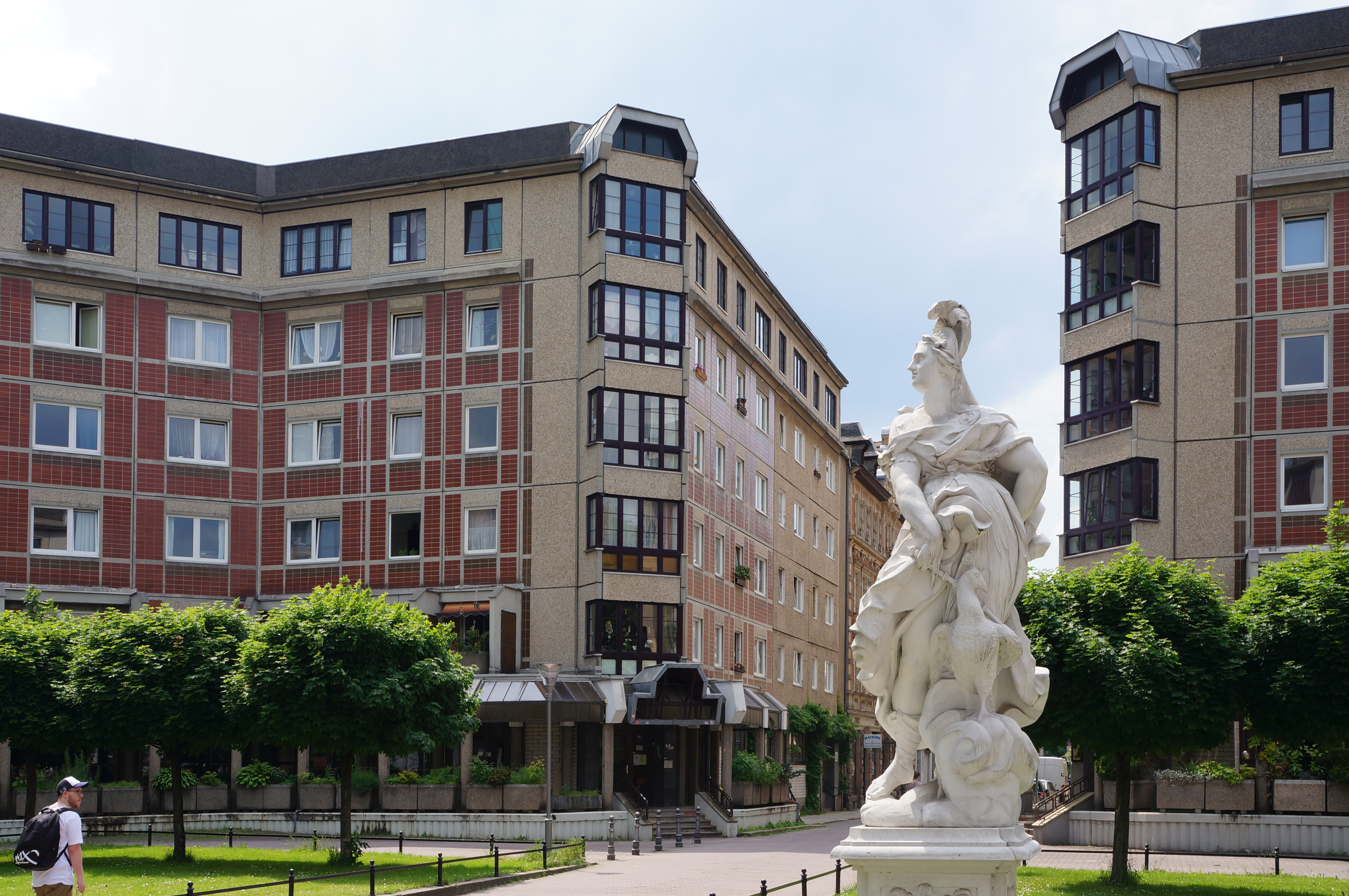
Der Dorotheenplatz mit dem Anfang der Kolonnadenstraße und der Kopie einer Permoser-Plastik aus Apels Garten

Die Innere Westvorstadt ist ein Wohngebiet in Leipzig, unmittelbar westlich der Innenstadt, und gehört zum Stadtbezirk Mitte. Die Bezeichnung wird vorwiegend in historischen, städtebaulichen und landeskundlichen Kontexten verwendet. Im allgemeinen Sprachgebrauch wird das Gebiet um die Kolonnadenstraße (auch Kolle genannt) und den Dorotheenplatz, das anstelle von Reichels Garten erbaut wurde, eher Kolonnadenviertel genannt. Der nördliche Teil, rund um das Schauspielhaus und die Kneipenmeile Gottschedstraße wird hingegen als Schauspielviertel bezeichnet. Das Schauspiel Leipzig, die Hochschule für Musik und Theater, das Theaterhaus Schille und niedergelassene Künstler in der Kolonnadenstraße prägen das Viertel künstlerisch.

## Lage
Das Viertel liegt unmittelbar westlich des Leipziger Zentrums. Es wird begrenzt von den Hauptverkehrsstraßen Jahnallee und Ranstädter Steinweg im Norden, Goerdeler-, Dittrich- und Martin-Luther-Ring im Osten, Karl-Tauchnitz-Straße im Süden, sowie Friedrich-Ebert-Straße im Westen. Benachbarte Stadtteile sind das Waldstraßenviertel im Norden, das Bachviertel mit dem Johannapark im Westen und das Musikviertel im Süden.
Nach der kommunalen Gebietsgliederung von 1992 bildet die Innere Westvorstadt zusammen mit dem Bachviertel, dem Johannapark und dem ehemaligen Areal der Deutschen Hochschule für Körperkultur (DHfK) den Ortsteil Zentrum-West.

## Geschichte

### Gärten vor der Stadt

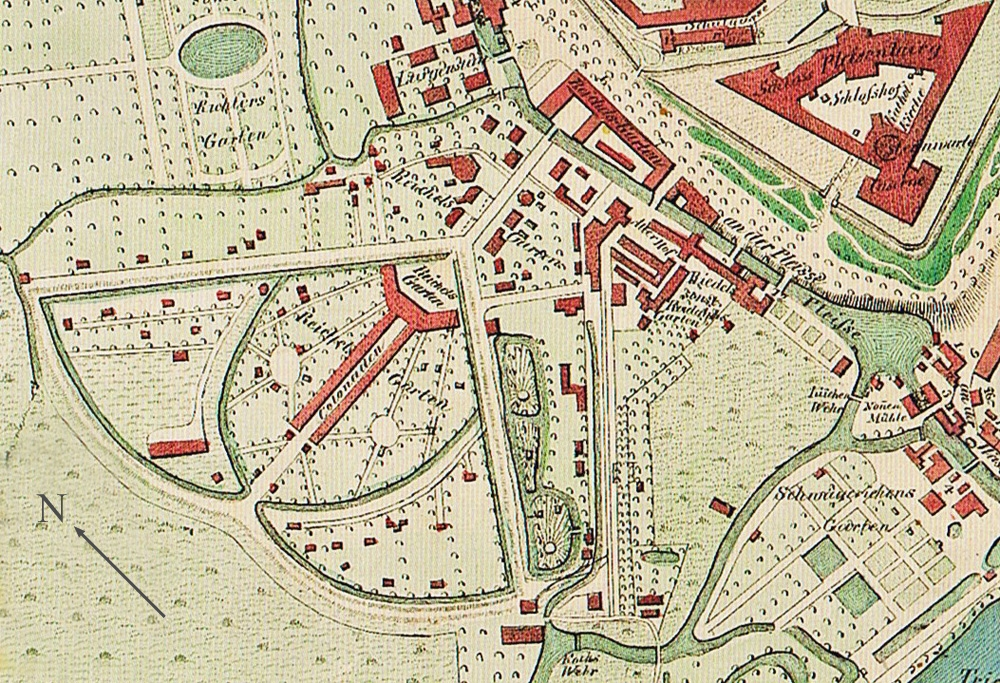
Reichels Garten um 1840

Im Mittelalter war lediglich das Naundörfchen im nördlichsten Zipfel der heutigen Westvorstadt (zwischen Goerdelerring und Ranstädter Steinweg) besiedelt. Die Via Regia, eine wichtige west-östliche Fernhandelsstraße, verlief am heutigen Ranstädter Steinweg. 
Im 17. und 18. Jahrhundert wuchs Leipzig über seine Stadtmauern hinaus, wobei Richtung Norden, Osten und Süden erste Wohngebiete entstanden. In der von Flüssen bestimmten Landschaft westlich der Stadt war eine flächendeckende Bebauung wegen der Überflutungsgefahr noch nicht möglich. Hier wurden von wohlhabenden Handelsherren großzügige Gärten angelegt, die der Erholung und der Repräsentation dienten. Die bedeutendsten waren Apels und Richters Garten sowie der Kleinbosische und Lurgensteins Garten. Vor allem Apels Garten prägte die heutige Struktur. Die in Form eines Fächers angelegten Wege bestimmen das heutige Straßennetz und die Kolonnaden des Hauptweges gaben der Kolonnadenstraße ihren Namen.

### Bebauung seit dem 19. Jahrhundert

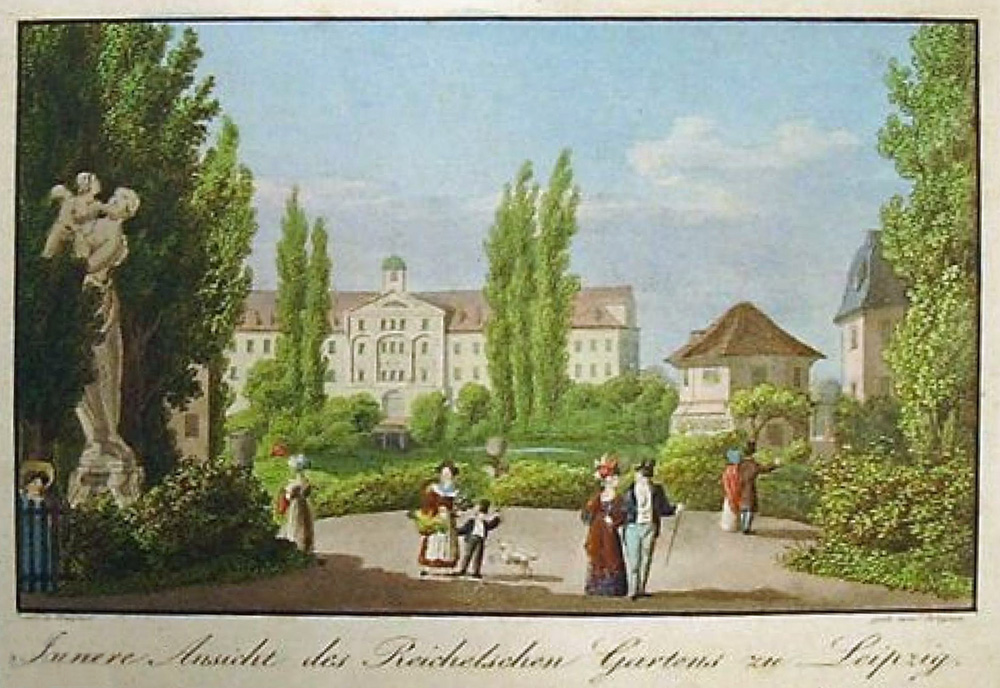
Erste Bauten in Reichels Garten

Nachdem der Kaufmann Erdmann Traugott Reichel 1787 Apels Garten erworben hatte, bekam das Gebiet erste größere Bauten. In Reichels Garten entstanden Sommerhäuser, Betriebe und Wohnhäuser, in denen Persönlichkeiten wie Felix Mendelssohn Bartholdy, F. A. Brockhaus und B. G. Teubner lebten und arbeiteten. Die flächendeckende Bebauung ist eng mit Reichels Enkel Carl Heine verbunden. Seit der Flussregulierung, Trockenlegung und Parzellierung des Gartens 1840 wurde das Viertel bis Ende des 19. Jahrhunderts fast komplett bebaut. Angeregt durch das schnelle Wachstum Leipzigs wurden auch benachbarte Gärten wie Rudolphs Garten und Lurgensteins Garten bebaut. Die bedeutendsten Bauten dieser Zeit waren die katholische Kirche, die Central-Halle und die Große Gemeindesynagoge.

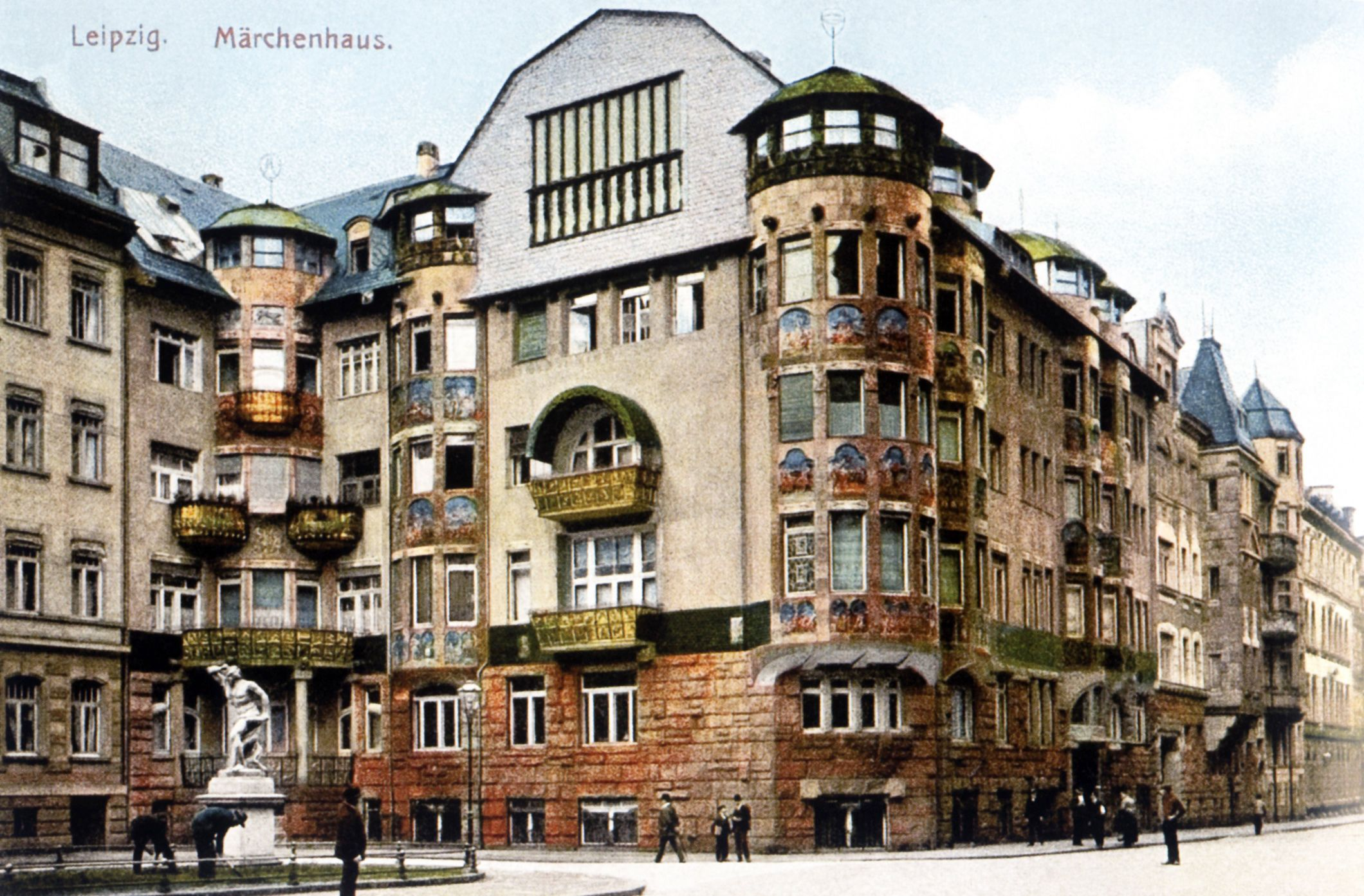
Das „Märchenhaus“ am Nikischplatz (um 1910)

Um die Wende zum 20. Jahrhundert schlug sich die gewachsene wirtschaftliche Bedeutung Leipzigs im Viertel nieder. Durch die Nähe zum Stadtzentrum wichen viele Gebäude großen, öffentlichen und repräsentativen Bauten, besonders am Promenadenring. Um die Gottschedstraße entstanden neben prachtvollen Wohnhäusern die Kommandantur, das Kosmoshaus, das Künstlerhaus, das Centraltheater und das Gebäude der Alten Leipziger Versicherung. Hierfür wurde 1898/99 auch der Pleißemühlgraben überwölbt.
Durch den Nationalsozialismus kam es zu ersten sinnlosen Zerstörungen. Am 9. und 10. November 1938 wurden die Große Gemeindesynagoge und die Ez-Chaim-Synagoge zerstört. Letztere wurde von Chaim Eitingon gestiftet und 1922 als zweitgrößte Synagoge der Stadt eröffnet. Zahlreiche verlegte Stolpersteine belegen heute ein reges jüdisches Leben in der damaligen Inneren Westvorstadt. Bei den Luftangriffen auf Leipzig im Zweiten Weltkrieg wurde der mittlere und südliche Teil des Viertels flächendeckend und für Leipziger Verhältnisse sehr stark zerstört.

### Nach 1945
Der Wiederaufbau nach 1945 kam schleppend voran. Das Centraltheater wurde 1954/55 zunächst zum Schauspiel Leipzig umgestaltet. Einige Pläne für den flächendeckenden Abriss oder eine Magistrale quer durch das Viertel, wie sie in einigen Konzepten der 1950er auftauchen, wurden nicht umgesetzt. Vielmehr entstanden 1958 bis 1960 erste genossenschaftliche Wohnhäuser, in deren Umfeld die alte Promenadenstraße (nun Käthe-Kollwitz-Straße) sowie der Westplatz 1960/62 verlegt wurden. Das zentrumsnahe Viertel veränderte sich bis in die 1980er Jahre kaum. Ein Sanierungskonzept von 1982 sah schließlich vor, experimentell die übrigen Altbauten zu sanieren und dazwischen Plattenbauten in den alten Straßenzügen zu bauen. Die Neubebauung, die 1990 abgeschlossen wurde, prägt mit Erkern, Loggien und ornamentierten Fassaden noch heute das Kolonnadenviertel. Die Kolonnadenstraße war in den letzten Jahren der DDR eine der Vorzeigestraßen des Staates. Heute haben sich dort viele Künstler niedergelassen.

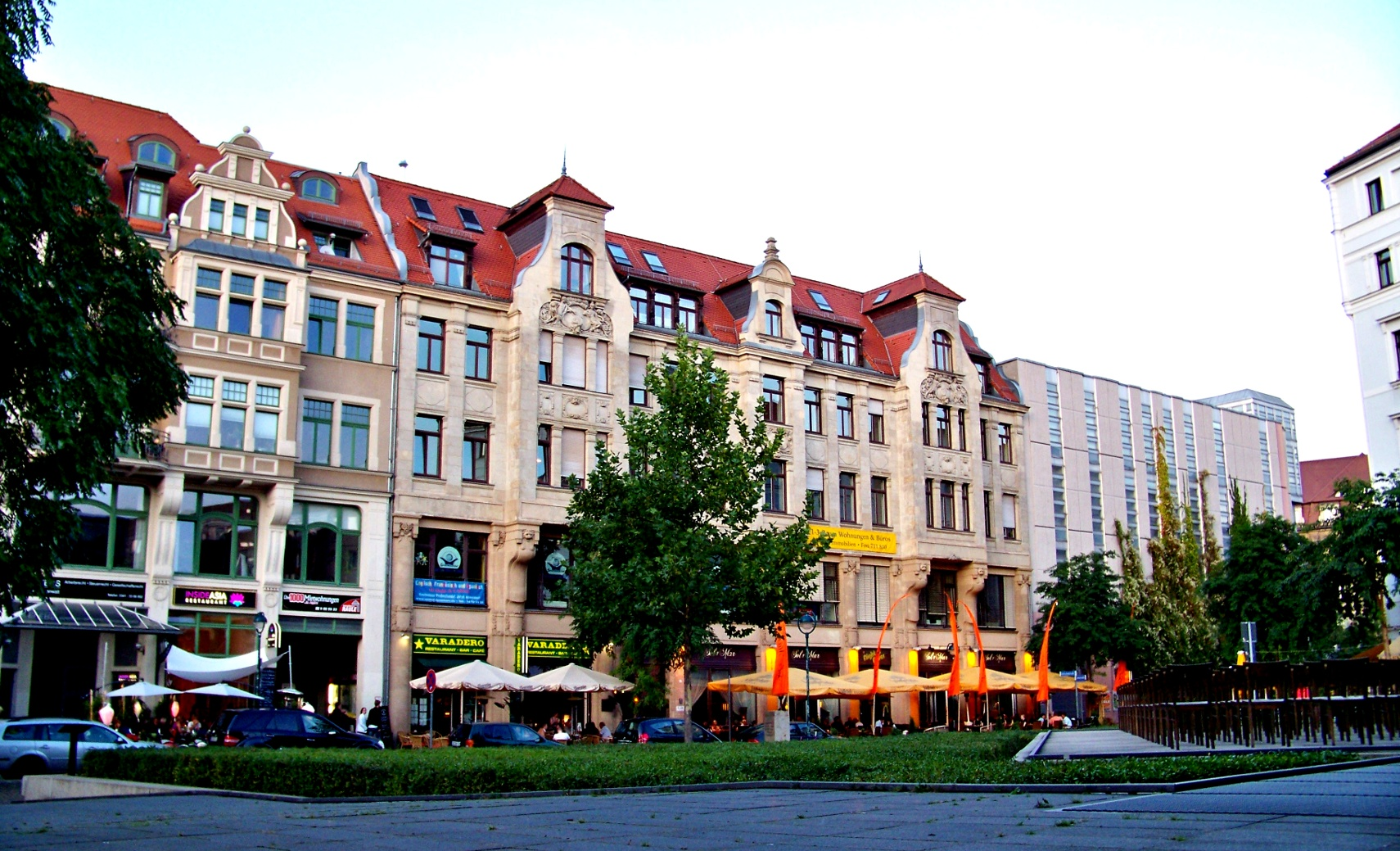
Kneipenmeile Gottschedstraße

Die noch vorhandenen Altbauten, vor allem im nördlichen Teil, wurden ab 1990 saniert. Der mitten im Wohnviertel gelegene Fabrikkomplex des VEB Drahtchemie an der Zimmerstraße wurde stillgelegt und 1995–97 durch den postmodernen Neubau „Dorotheenhof“ nach einem Entwurf des Florentiner Architekten Adolfo Natalini ersetzt. Die Dresdner Bank (heute Commerzbank) ließ in der gleichen Zeit zwischen Dittrichring und Zentralstraße einen großen Bürokomplex erbauen. Auch weitere noch bestehende Baulücken wurden in dieser Zeit durch neue Wohn- und Geschäftshäuser geschlossen. Die Gottschedstraße entwickelte sich in den 1990er-Jahren zu einer beliebten „Kneipenmeile“ mit stark ausgebauter Gastronomie und zugehörigen „Freisitzen“ auf den Fußwegen.

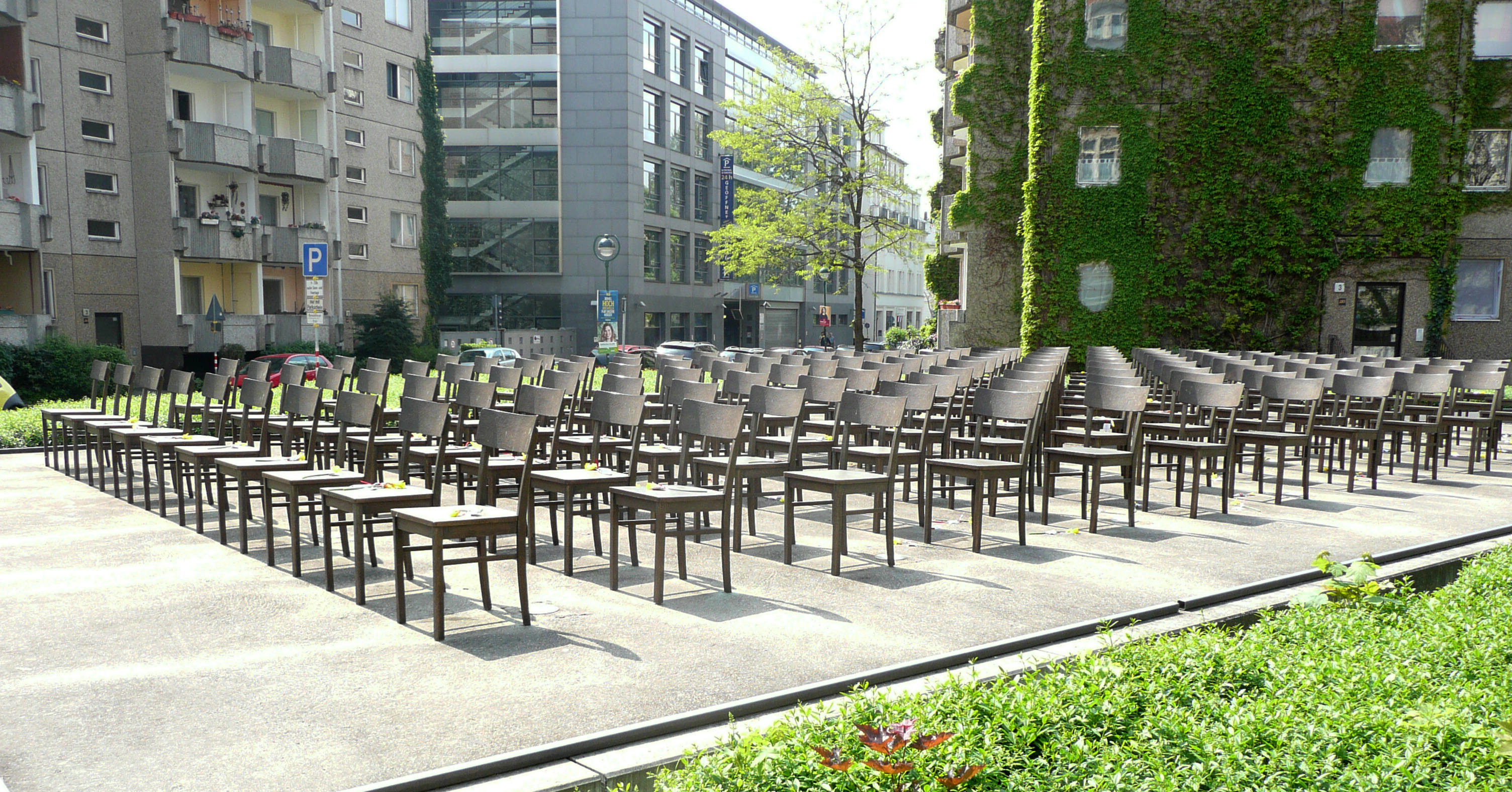
Gedenkstätte an die ehemalige Große Gemeindesynagoge

Der zuvor überwölbte Pleißemühlgraben wurde südlich der Gottschedstraße ab 1997 wieder „ans Licht“ geholt. Um dem Parkraummangel Herr zu werden, wurde 1998 zwischen Altem Amtshof und Otto-Schill-Straße ein fünfgeschossiges Parkhaus errichtet. An die zerstörte Große Gemeindesynagoge erinnert seit 2001 eine markante Gedenkstätte, die auf einer Fläche von 12 × 12 Metern den Grundriss des zerstörten Gebäudes nachzeichnet, auf dem 140 leere Bronzestühle stehen. Die einstige Zentrale der Alten Leipziger Versicherung am Dittrichring, die in der DDR-Zeit als „Haus der deutsch-sowjetischen Freundschaft“ diente, wird nach ihrer Sanierung seit 2002 als zweites Gebäude der Hochschule für Musik und Theater „Felix Mendelssohn Bartholdy“ genutzt. Die Einwohnerzahl der Inneren Westvorstadt stieg von 4440 im Jahr 2000 auf etwa 6200 im Jahr 2014.